# Rosedale (municipalité rurale)
Pour les articles homonymes, voir Rosedale.
Rosedale est une municipalité rurale du Manitoba située au centre de la province. La population de la municipalité s'établissait à 1598 personnes en 2001. La ville de Neepawa est enclavée dans le territoire de la municipalité.

## Territoire
Les communautés suivantes sont comprises sur le territoire de la municipalité rurale:
- Birnie
- Eden
- Kelwood
- Mountain Road
- Polonia
- Riding Mountain

## Démographie
| 2001  | 2006  | 2011  | 2016  |
| ----- | ----- | ----- | ----- |
| 1 598 | 1 658 | 1 627 | 1 672 |

## Référence
- (en) Cet article est partiellement ou en totalité issu de l’article de Wikipédia en anglais intitulé « Rural Municipality of Rosedale » (voir la liste des auteurs).

1. ↑  « Statistique Canada - Profils des communautés de 2006 -    Rosedale » (consulté le 6 juin 2020)
2. ↑  « Statistique Canada - Profils des communautés de 2016 -   Rosedale » (consulté le 3 juin 2020)